# 平尾合戦
平尾合戦（ひらおかっせん）は、南北朝時代の元中5年/嘉慶2年（1388年）8月17日に行われた合戦。室町幕府第3代将軍・足利義満への奇襲を試みた南朝の楠木正勝を、河内国平尾（現在の大阪府堺市美原区平尾）において、北朝の山名氏清が迎え撃ち破った。
同合戦での敗北により南朝の滅亡は決定的となり、4年後の元中9年/明徳3年（1392年）には楠木氏の根拠地である千早城が陥落し、最終的に南北朝合一（明徳の和約）に至った。

## 史料
平尾合戦については『後太平記』巻9「河内国平尾合戦之事并亀六之術事」が詳しいため、本項は原則として同書に従うが、『後太平記』は軍記物であり史料としては弱い点に注意する必要がある。中には、弘和元年（1381年）に右近衛大将に任じられた花山院長親を少将と記すなど、明らかな錯誤もある。
しかし、元中7年/康応2年（1390年）3月7日の『尼妙性等売券』（国会図書館編『貴重書解題』四）および応永5年（1395年）2月21日の『尼億一売券』（『長福寺文書』）に、本券文は「平尾合戦」で失われた云々と記されていることから、少なくともこの時期に平尾で合戦があり、楠木氏が重要拠点だった同地を失うほどの大敗を喫したことは歴史的事実と考えられる（『尼億一売券』の方の平尾合戦は、元中8年/明徳2年（1392年）の明徳の乱を指しているという説もある）。

## 背景
南朝の名将・楠木正儀（楠木正成の三男）の死後に楠木氏の勢力は急速に衰え、わずか300余騎を残す程度であった。北朝方の指揮官の山名氏清が攻勢に出ればすぐに楠木一党を討ち取れたはずだが、氏清はかつて正儀の奇策に苦しめられた経験から、楠木一門は劣勢を装って欺いているのだろうと過剰に警戒して手を出さなかった。『後太平記』はこの様子を『三国志』の「死せる孔明生ける仲達を走らす」の故事で喩えている。
そこへ、元中5年/嘉慶2年（1388年）、室町幕府第3代将軍足利義満は、しばらく平穏が続いたとして、8月2日に京都を出立し、同月8日に紀伊国の名勝和歌浦玉津島神社を参詣・遊覧した。義満がその帰路の途上にあり、同月18日に京都到着予定であることを聞きつけた正勝は、これぞ好機と奇襲を企てた。正勝はすぐさま吉野の朝廷に詮議して、花山院長親らが率いる追加の軍勢約800を与えられ、子飼いの騎兵約200騎と合わせて計約1000の軍勢を率いて、8月17日深更、河内国平尾を通る経路で和泉方面へ向かおうとした。ところが、赤坂城に駐留していた氏清は、南朝方に間者を潜り込ませていて、正勝の動静を察知していた。氏清は、南朝方の4倍近い約3500騎を動かして、同日五更（この季節ではおおよそ午前2時半〜午前5時ごろ）、平尾に先回りし、陣を敷いた。

## 経過

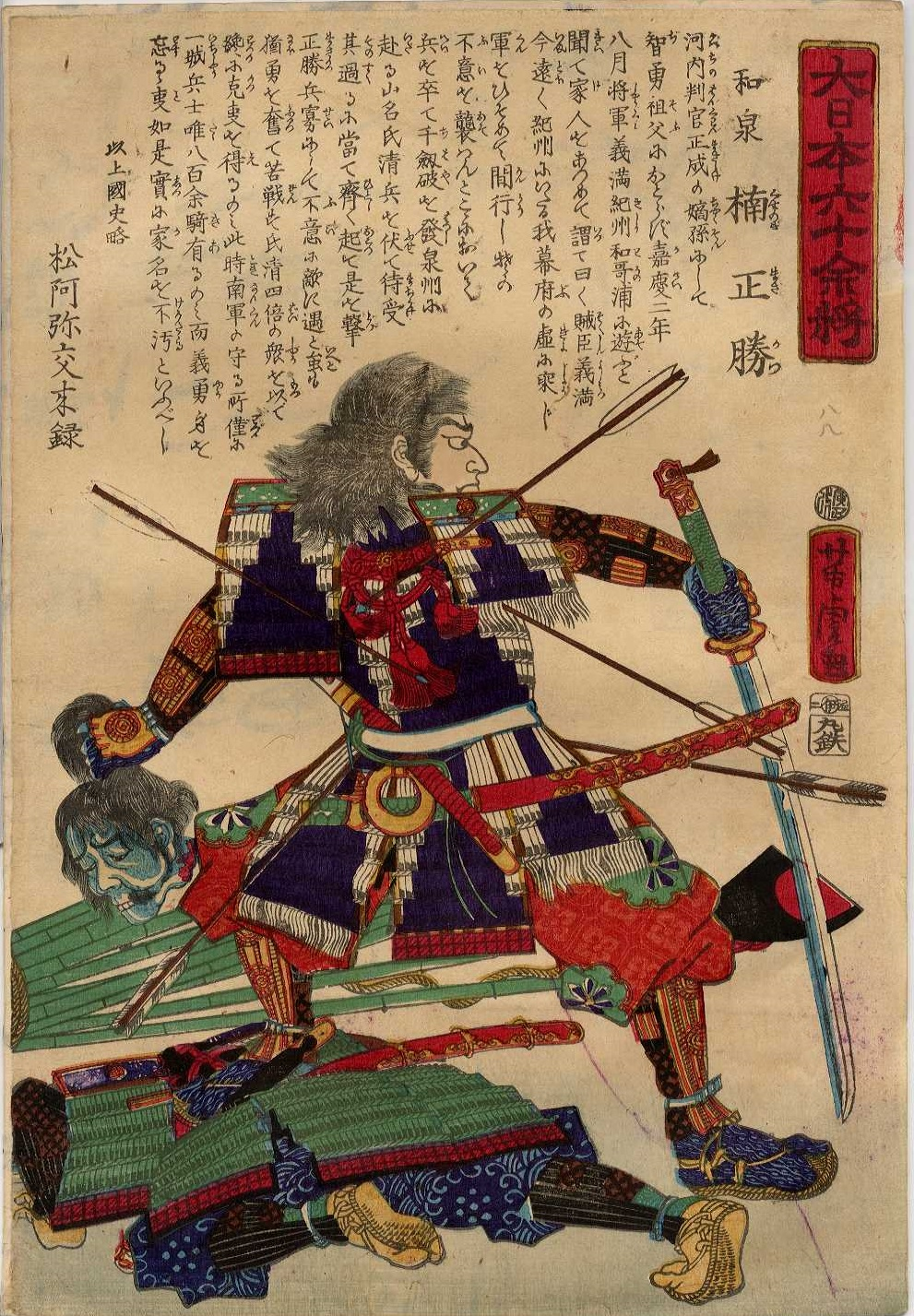
『大日本六十余将』より『和泉 楠正勝』（画:歌川芳虎、文:武田交来）、大判錦絵、19世紀。平尾合戦で奮戦する楠木正勝を描いた浮世絵。

朝霧の間に三引両（当時の山名氏の家紋）の旗を見た正勝は、出鼻をくじかれ、魚鱗の陣形（三角形の後方底辺に大将を配した陣）で北朝方に対峙し黙って計略を巡らせたが、そこへ歴戦の老兵である贄川三郎左衛門と恩地伊勢守がすっと前に進み出て、楠木一門を鼓舞した。この勢いに乗り、正勝は、陣形を偃月（中軍を最前線とし大将自ら切り込む陣形）に変え、南朝最精鋭である楠木氏の騎兵200余騎を率いて自ら陣頭で武器を振るい、さらに両側から歩兵の野伏約500、平一揆約300を自在に繰り出して山名軍に矢を浴びせかけた（魚鱗・偃月については陣形#日本の代表的陣形を参照）。魚鱗から流れるように偃月に転ずる正勝の采配を見て、氏清はまるで太公望が八陣の秘術を操るように見事だと舌を巻いたが、数的優位にある自軍に対し、掻楯（楯を垣根状に並べたもの）で矢を防いでまずは防御に徹し、敵が疲弊をしたときを狙って攻めよと命じた。敵の矢が尽きかけたところで、氏清は左右の騎馬を前に出し、楠木軍の両翼の歩兵を攻撃した。
氏清が冷静なのを見ると、正勝はさっと歩兵を引かせて、縦横無尽に騎馬隊を動かして挑発するが、氏清はこれにも取り合わなかった。南朝方が動揺したところで、数で圧倒する氏清は、まず中軍の山口弾正率いる騎兵300が出て鼓貝で威圧し、全軍を進め、さらに山名氏麾下の備前守貞平（『太平記』に登場する豪傑福間三郎の息子）が鉾をふるい一騎で平一揆7人を倒すという武勇を見せたので、正勝の軍は散々に破れて四散した。南朝方の死者数は200余りだったという。

## 影響・評価
将軍義満は、山名氏清の冷静沈着な指揮のもとで南朝の奇襲を防ぐことができ、無事17日中に和泉国久米田（現在の大阪府岸和田市久米田）に到着し、氏清は義満から感状を賜った。本合戦で南朝との戦いに事実上の終止符を打った北朝は、この4年後の元中9年/明徳3年（1392年）に、楠木氏の本拠地である難攻不落の要塞千早城を落とし、南北朝合一（明徳の和約）を果たした。
しかし、山名氏は難敵楠木氏を倒して北朝に武名を轟かせたのみならず、一族全体で11か国の守護を兼ねて日本全国のおよそ6分の1を支配するという、絶大な勢力を手にしたことで、かえって足利将軍家から警戒された。そして、元中8年/明徳2年（1391年）、義満の計謀によって明徳の乱を起こした山名氏は幕府に鎮圧されて氏清も戦死したため、その権勢は大きく削がれてしまった。
敗者の楠木正勝について、『後太平記』は痛烈に批判しており、劣勢のときは守りを堅めるべきなのに、逆転を狙って奇策に奔るあまり負けてしまったのは愚かだと嘲っている。一方、19世紀の文筆家武田交来（松阿弥）は、4倍の兵力差ながら鬼謀をもって氏清と渡り合った点を指摘し、結果として負けたとはいえ、正勝の智勇は祖父・正成にも決して劣るものではなかったと弁護し、正勝を日本の名将60余人の一人に数えている。